# Planktonemertes agassizii
Planktonemertes agassizii är en djurart som tillhör fylumet slemmaskar, och som beskrevs av Woodworth 1899. Planktonemertes agassizii ingår i släktet Planktonemertes och familjen Planktonemertidae. Inga underarter finns listade i Catalogue of Life.